# Водонапорная башня (Киль-Вик)
Водонапорная башня Киль-Вика (нем. Wasserturm Kiel-Wik) — архитектурное сооружение в псевдогерманском стиле с элементами кирпичной готики, построенное в 1904 году по проекту архитектора Адальберта Кельма в городе Киль. Находится в районе Вик на улице Ростокерштрассе. Памятник культуры с 1992 года.

## Сооружение

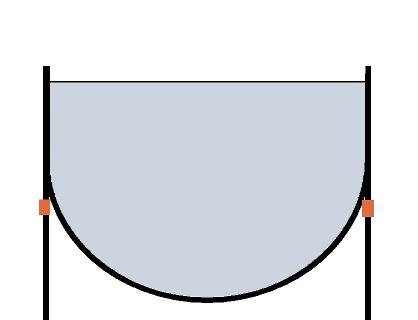
Резервуар «Баркхаузен»

Водонапорная башня представляет собой железобетонную конструкцию цилиндрической формы с восьмиугольным выступающим уровнем для резервуара. Здание облицовано кирпичной кладкой. Несущие элементы находятся внутри башни; это железобетонные столбы, завершающиеся наверху круглыми арками. Нижний уровень здания покрывает открытая кирпичная кладка из красного кирпича. Стены башни слегка оштукатурены. Выступающий уровень структурирован чередованием кирпичных и оштукатуренных участков. Здание покрывает восьмиугольная шатровая крыша с красными поддонами.
Высота водонапорной башни Киль-Вика составляет 34,2 метра; полезная высота при эксплуатации составляла 23 метра. Резервуар водонапорной башни объёмом в 300 кубических метров относился к типу «Баркхаузен», который был изобретён инженером-гидротехником Георгом Баркхаузеном. Насосы изначально располагались в подвале здания.

## История эксплуатации
Водонапорная башня была построена в период с апреля по сентябрь 1904 года по проекту архитектора Адальберта Кельма. Вместе с гидротехническими сооружениями, построенными в это же время, она входила в систему водоснабжения Кильского военно-морского училища, а также казарм и жилых сооружений военно-морского флота. В период с 1907 по 1910 год по проекту Адальберта Кельма был построен комплекс зданий Мюрвикского военно-морского училища, включавший Морскую водонапорную башню.
После закрытия гидротехнических сооружений в 1966 году, водонапорная башня Киль-Вика служила в качестве временного хранилища в системе централизованного теплоснабжения. В 1981 году здание было выведено из эксплуатации. В 1992 году башне присвоили статус памятника культуры. Позднее здание продали частному лицу. Внутреннее пространство башни было перестроено под жилую площадь.